# 地すべり等防止法
地すべり等防止法（じすべりとうぼうしほう、昭和33年3月31日法律第30号）は、地すべりおよびぼた山の崩壊による被害を除却し、または軽減するため、地すべりおよびぼた山の崩壊を防止し、もって国土の保全と民生の安定に資することに関する法律である。

## 主務官庁
共同主所管
- 国土交通省水管理・国土保全局砂防部砂防計画課
- 農林水産省農村振興局整備部防災課

内閣官房副長官補室、経済産業省大臣官房産業保安・安全グループ鉱山・火薬類監理官職、総務省消防庁防災課など他省庁と連携して執行にあたる。

## 構成
- 第一章　総則（第1条―第6条）
- 第二章　地すべり防止区域に関する管理（第7条―第26条）
- 第三章　地すべり防止区域に関する費用（第27条―第40条）
- 第四章　ぼた山崩壊防止区域に関する管理等（第41条―第45条）
- 第五章　雑則（第46条―第51条の3）
- 第六章　罰則（第52条―第55条）
- 附則

## 主な規制

### 地すべり防止区域

#### 地すべり防止区域の概要
「地すべり」とは、土地の一部が地下水等に起因してすべる現象またはこれに伴って移動する現象をいう（地すべり等防止法2条1項）。
「地すべり防止区域」とは、地すべり等防止法の目的を達するため国土交通大臣または農林水産大臣が指定した以下のような地域（「地すべり地域」と総称される。）をいう（地すべり等防止法3条1項）。
1. 地すべり区域
  1. 地すべりしている区域
  2. 地すべりするおそれのきわめて大きい区域
2. 地すべり区域に隣接する区域
  1. 地すべりを助長・誘発している地域
  2. 地すべりを助長・誘発するおそれがきわめて大きい地域

#### 地すべり防止区域内における行為制限
地すべり防止区域内においては、地すべりの発生による被害を防止または軽減するため、地すべりの発生を助長・誘発するおそれのある以下のような行為が制限される（地すべり等防止法18条）。これらの行為を行うためには都道府県知事の許可が必要である。
1. 地下水を誘致し、または停滞させる行為で地下水を増加させるもの
2. 地下水の排除を阻害する行為
3. 地表水の浸透を助長する行為
4. のり切または切土で政令で定めるもの
5. 地すべり防止施設以外の施設・工作物の新築・改良で政令で定めるもの
6. その他、地すべりの防止を阻害し、または地すべりを助長・誘発する行為で政令で定めるもの

### ぼた山崩壊防止区域
「ぼた山」とは、石炭または亜炭に係る捨石が集積されてできた山をいう（地すべり等防止法2条2項）。
「ぼた山崩壊防止区域」とは、地すべり等防止法の目的を達するため国土交通大臣または農林水産大臣が指定したぼた山の存する区域であって、公共の利害に密接な関連を有するものをいう（地すべり等防止法4条1項）。
ぼた山崩壊防止区域には地すべり防止区域に関する規制が準用される（同条2項）。